# Lecidella meiococca
Lecidella meiococca är en lavart som först beskrevs av William Nylander och som fick sitt nu gällande namn av Christian Leuckert och Hannes Hertel. 
Lecidella meiococca ingår i släktet Lecidella och familjen Lecanoraceae. Arten är reproducerande i Sverige. Inga underarter finns listade i Catalogue of Life.